# Erwin Spuler
Hermann Erwin Spuler (* 22. März 1906 in Augsburg; † 8. April 1964 in Cagnes-sur-Mer) war ein deutscher Maler, Keramiker, Graphiker, Filmemacher und Bildhauer, der vor allem im Bereich der Kunst am Bau tätig war.

## Ausbildung und Familie
Spuler wurde als ältester Sohn des Apothekers Hermann Spuler und dessen Ehefrau Emma Bengel geboren. Nachdem der Vater das Gebäude der heutigen St.-Michael-Apotheke in Dirmstein erworben hatte, wo die Mutter herstammte, wohnte die Familie dort für mehrere Jahre. Der Sohn besuchte hier die Grundschule und in Frankenthal (Pfalz) die ersten Klassen des Gymnasiums. Nach dem Ersten Weltkrieg übersiedelte die Familie nach Mannheim, wo Spuler bis zur 11. Klasse ein Gymnasium besuchte. Der Professor und Neurochirurg Harm Spuler (1917–2010) war sein jüngerer Halbbruder.
Von 1922 bis 1923 studierte er an der Württembergischen Staatlichen Kunstgewerbeschule in Stuttgart bei Gustav Jourdan, Alfred Lörcher und Hans von Heider. 1923 bis 1929 setzte er sein Studium an der Badischen Landeskunstschule in Karlsruhe bei Georg Scholz, Karl Dillinger und Ernst Würtenberger fort. Schließlich wurde er Meisterschüler bei Walter Conz. Bereits während des Studiums verband ihn eine enge Freundschaft mit Karl Hubbuch. 1939 heiratete er Elisabeth Holzwarth (1914–1988).

## Beruf
In den Jahren 1926 bis 1929 unternahm Spuler Studienreisen nach Paris, Marseille und Berlin. Im Jahr 1929 erhielt er den Staatspreis des Landes Baden für Graphik. 1930 führten ihn einige Reisen in die Schweiz. Seit dem 1. Juni 1931 und bis zu seinem Tod war Spuler Mitarbeiter an der Majolika-Manufaktur Karlsruhe. 1932/33 unternahm er weitere Studienreisen nach Frankreich. Um 1934 entstand die Fotoserie 120 Variationen, in der er ein und dasselbe Gesicht in den unterschiedlichsten Wandlungen porträtierte.
In den Kriegsjahren zwischen 1939 und 1941 war er u. a. auch als freier Mitarbeiter für Architektur und Graphik für die UFA-Film AG Berlin tätig. 1940 war Spuler auf der Großen Deutschen Kunstausstellung in München mit einem kriegsverherrlichenden Zyklus von vier Pastellen „Unsere Luftwaffe“ vertreten.
Von 1941 an wurde er zeitweise als Grenzzollbeamter im Kreis Metz eingesetzt. 1942 wurde er aus dem Zolldienst entlassen, weil er zur Wehrmacht einberufen wurde. Gesundheitliche Probleme, vor allem ein Herzinfarkt, führten jedoch bereits 1943 zur Entlassung aus der Wehrmacht.
1948 erhielt Spuler einen Lehrauftrag für Zeichnen und Modellieren an der Fakultät für Architektur der TH Karlsruhe. Einer seiner wichtigsten Schüler war der Karlsruher Graphiker und Bildhauer Wolfgang Trust.
Um 1950 erfolgten Reisen nach Italien und die Bekanntschaft mit dem Sammler und Kunsthändler Adriano Totti in Mailand, die zu einer weiteren Zusammenarbeit führte. Ab 1950 zeigte sich bei Spuler eine Hinwendung zu abstrakterer Formensprache. Zunehmende Aufträge und Verkäufe ermöglichten ihm und seiner Frau ab 1954 alljährlich längere Reisen an die Côte d’Azur. Hier entstand auch der umfangreiche Zyklus von Zeichnungen mit dem Titel Côte d’Azur. Ab 1960 begann er, sich intensiv mit dem Werkstoff Metall zu beschäftigen.

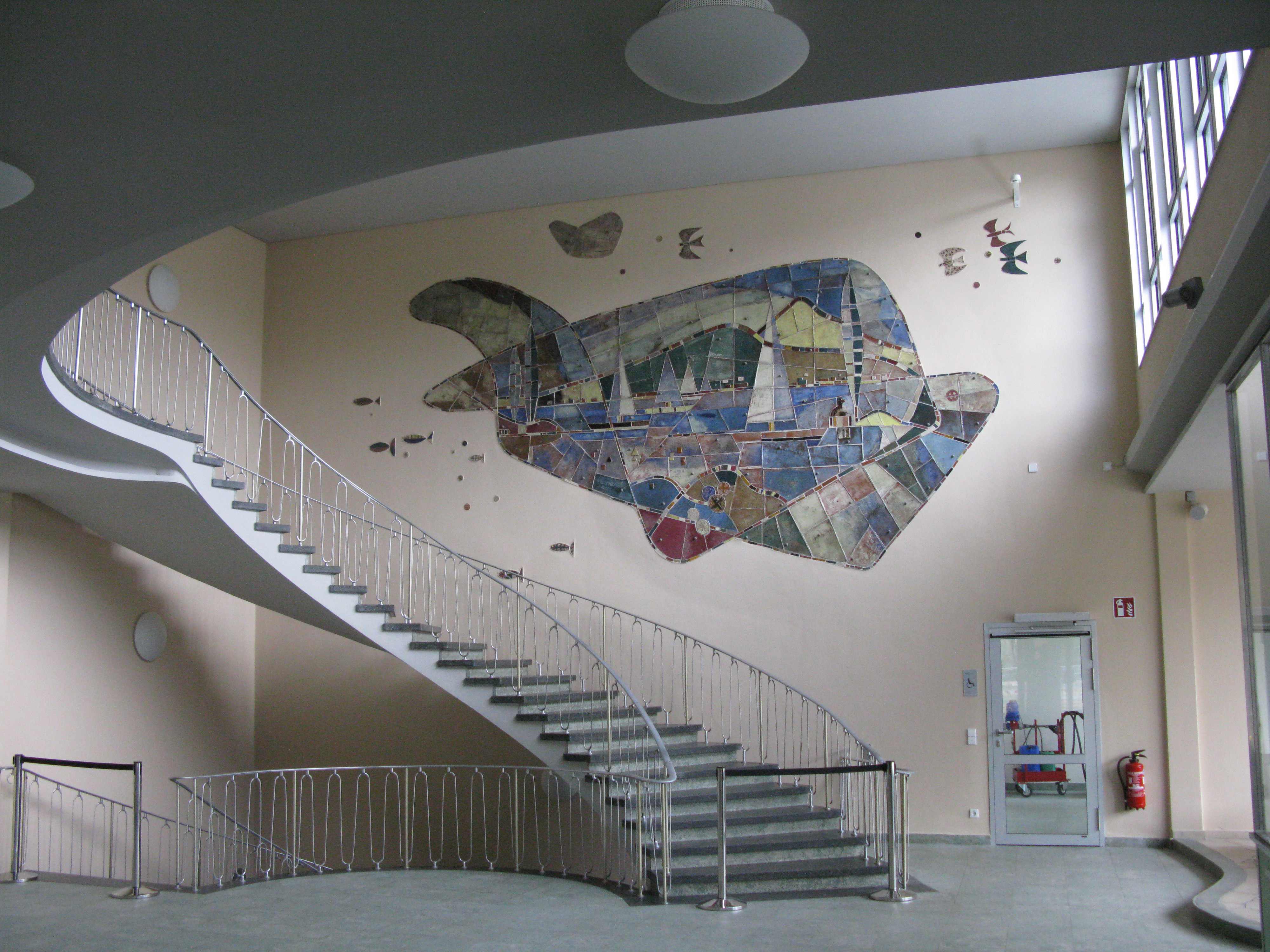
Exotenhaus im ehemaligen Tullabad im Karlsruher Zoo, denkmalgeschützte Eingangshalle des Bades

## Werke (Auswahl)
- Wandrelief im Plenarsaal des Rathauses Karlsruhe
- Wandkeramik im Eingangsbereich des Tullabades Karlsruhe (zusammen mit Wolfgang Trust)